# Khalid Benchagra
Khalid Benchagra (arabisch خالد بنشكرة, DMG Ḫālid Binšakra; auch Khalid Ben Chegra oder Ben Chagra Khalid) ist ein marokkanischer Schauspieler. Er ist vor allem durch die Mitwirkung in Verfilmungen und Serien mit Bezug zur Bibel bekannt.

## Leben
Benchagra erhielt seine Schauspielausbildung an verschiedenen Schauspieler-Workshops in Paris und gab 1987 als Nebendarsteller in Ishtar sein Schauspieldebüt. 2008 spielte er im Fernsehfilm Ein Ferienhaus in Marrakesch an der Seite von Uwe Ochsenknecht, Carolina Vera und Dietrich Hollinderbäumer mit. 2013 war er in einer Episode der Miniserie Die Bibel in der Rolle des Phikol zu sehen. 2014 verkörperte er König Demetrius in Hercules Reborn, der während eines versuchten Putsches sein Leben lässt. Er stellte die historische Rolle des Herodes Antipas zwischen 2014 und 2016 in den Filmen Das Evangelium nach Johannes, The Gospel of Mark und The Gospel of Matthew dar, die jeweils das Neue Testament behandeln. 2019 wirkte er am Film John Wick: Kapitel 3 mit Keanu Reeves in der Crew als arabischer Dialogtrainer mit.
Er ist verheiratet und Vater eines Sohnes.

## Filmografie (Auswahl)
- 1987: Ishtar
- 2001: Mona Saber
- 2003: Les yeux secs
- 2005: Le regard
- 2006: La symphonie marocaine
- 2007: The Passage
- 2008: Ein Ferienhaus in Marrakesch (Fernsehfilm)
- 2008: Kandisha
- 2008: Tentations (Kurzfilm)
- 2008: International Bowie Fun Club (Kurzfilm)
- 2009: Un burka por amor (Miniserie, 2 Episoden)
- 2010: Okba Lik (Fernsehserie)
- 2011: La brigade (Fernsehserie)
- 2011: Zinat Al Hayat (Fernsehserie)
- 2012: Líbás jako dábel
- 2013: Die Bibel (The Bible, Miniserie, Episode 1x03)
- 2013: Samarkande (Kurzfilm)
- 2013: Homeland (Fernsehserie, Episode 3x11)
- 2014: Hercules Reborn
- 2014: Das Evangelium nach Johannes (The Gospel of John)
- 2015: Killing Jesus
- 2015: The Gospel of Mark
- 2016: The Gospel of Matthew
- 2018: Beirut
- 2018: Hong hai xing dong
- 2020: Büro der Legenden (Le bureau des légendes, Fernsehserie, Episode 5x09)
- seit 2023: Ghosts of Beirut (Miniserie)